# El Borouj
El Borouj (en àrab البروج, al-Burūj; en amazic ⵍⴱⵕⵓⵊ) és un municipi de la província de Settat, a la regió de Casablanca-Settat, al Marroc. Segons el cens de 2014 tenia una població total de 19.235 persones.